# Amynodes monocampta
Amynodes monocampta är en fjärilsart som beskrevs av George Francis Hampson 1910. Amynodes monocampta ingår i släktet Amynodes och familjen nattflyn. Inga underarter finns listade i Catalogue of Life.